# Prix Edgar-Wilson
Le prix Edgar-Wilson est un prix international décerné annuellement. Il a été établi en 1998 et consiste en l'attribution d'une récompense pécuniaire et d'une plaque aux astronomes amateurs découvreurs de comètes. Il est administré par le Smithsonian Astrophysical Observatory (SAO) via le Bureau central des télégrammes astronomiques (CBAT) de l'Union astronomique internationale.

## Origines
Edgar Wilson était un homme d'affaires américain qui a vécu à Lexington dans le Kentucky. Après sa mort en 1976, le Fonds de bienfaisance Edgar Wilson a été créé selon ses volontés et les prix ont été attribués conformément aux termes de son legs.

## Admissibilité
Chaque année, le prix est réparti entre astronomes amateurs qui, au cours l'année, en utilisant un équipement amateur, ont découvert une ou plusieurs comètes, portant donc officiellement leur nom sauf dans le cas des « prix spéciaux ». Le montant pécuniaire annuel total est de l'ordre de 20 000 $ US, mais fluctue d'une année à l'autre. Si au cours d'une année il n'y a pas de découvreurs éligibles, la CBAT attribue le prix à l'astronome amateur ou aux astronomes qui, selon elle, « ont le plus contribué à promouvoir un intérêt pour l'étude des comètes ».

## Récipiendaires
Une liste des récipiendaires de 2010 peut être consultée sur le site web du Bureau central des télégrammes astronomiques de l'UAI. Pour les prix ultérieurs, on peut consulter la liste sur le site Web de la British Astronomical Association. Parmi les récipiendaires il est possible de citer David H. Levy, Michel Ory, Léonid Élénine, Albert F. A. L. Jones, Gao Xing, Chen Tao, Michael Jäger ...

### 2014
- Terry Lovejoy (Australie) : C/2013 R1 (Lovejoy)
- Michael Schwartz (États-Unis) : P/2013 T2 (Schwartz) et C/2014 B1 (Schwartz)
- Paulo R. Holvorcem (Brésil) : C/2013 U2 (Holvorcem)
- Guennadi Borissov (Russie) : C/2013 V2 (Borissov)
- Vitali Nevski (Russie) : P/2013 V3 (Nevski)
- Cristóvão Jacques (Brésil) : C/2014 E2 (Jacques)
- Guennadi Borissov (Russie) : prix spécial pour C/2013 N4 (Borissov), trouvée dans des conditions professionnelles
- Michel Ory (Suisse) : prix spécial pour C/2013 V5 (Oukaimeden)
- Cristóvão Jacques (Brésil), Eduardo Pimental et Joao Barros : prix spécial pour C/2014 A4 (SONEAR)
- Matthias Busch et Rafal Reszelewski : prix spécial pour C/2014 C1 (TOTAS)
- Paulo R. Holvorcem et Michael Schwartz : prix spécial pour C/2014 F2 (Tenagra)

### 2013
- Tomáš Vorobjov, Slovaquie (P/2012 T7)
- Paulo R. Holvorcem, Brésil (C/2013 D1)
- Masayuki Iwamoto, Japon (C/2013 E2)
- Claudine Rinner, France (prix spécial pour la découverte de trois comètes nommées « MOSS »)
- Michael Schwartz, AZ, USA (prix spécial pour la découverte de plusieurs comètes nommées « Tenagra »)
- Vitali Nevski et Artiom Olegovitch Novitchonok, Russie (prix spécial pour la découverte de C/2012 S1)

### 2012
- Léonid Élénine, Russie (P/2011 NO1)
- Artiom Olegovitch Novitchonok et Vladimir V. Gerke, Russie (P/2011 R3)
- Claudine Rinner, France (P/2011 W2)
- Terry Lovejoy, Australie (C/2011 W3)
- Manfred Bruenjes, MO, USA (C/2012 C2)

### 2011
- Kaoru Ikeya et Shigeki Murakami, Japon (P/2010 V1)
- Léonid Élénine, Russie (C/2010 X1)
- Michael Schwartz, AZ, USA; et Paulo R. Holvorcem, Brésil (C/2011 K1)

### 2010
- Yang Rui, Hangzhou, Zhejiang, Chine; et Gao Xing, Urumqi, province de Xinjiang, Chine (P/2009 L2)
- Donald Machholz, Colfax, CA, U.S.A. (C/2010 F4)
- Jan Vales, Idrija, Slovénie (P/2010 H2)

### 2009
- Robert E. Holmes Jr., Charleston, IL, U.S.A. (C/2008 N1)
- Stanislav Maticic, Observatoire de Crni Vrh, Slovénie (C/2008 Q1)
- Michel Ory, Delemont, Suisse (P/2008 Q2)
- Kōichi Itagaki, Yamagata, Japon (C/2009 E1)
- Dae-am Yi, Yeongwol-kun, Gangwon-do, Corée (C/2009 F6)

### 2008
- Chen Tao, Suzhou City, Jiangsu province, Chine; et Gao Xing, Urumqi, province de Xinjiang, Chine (C/2008 C1).

### 2007
- John Broughton, Reedy Creek, Qld., Australie (C/2006 OF2)
- David H. Levy, Tucson, AZ, U.S.A. (P/2006 T1)
- Terry Lovejoy, Thornlands, Qld., Australie (C/2007 E2 et C/2007 K5)

### 2006
- Charles W. Juels, Fountain Hills, AZ, U.S.A.; et Paulo R. Holvorcem, Campinas, Brésil (C/2005 N1)
- John Broughton, Reedy Creek, Qld., Australie (P/2005 T5)

### 2005
- Roy A. Tucker, Tucson, AZ, U.S.A. (C/2004 Q1)
- Donald Machholz, Jr., Colfax, CA, U.S.A. (C/2004 Q2)

### 2004
- Vello Tabur, Wanniassa, A.C.T., Australie (C/2003 T3)
- William A. Bradfield, Yankalilla, Australie-Méridionale (C/2004 F4)

### 2003
- Sebastian F. Hönig, Dossenheim or Heidelberg, Allemagne (C/2002 O4)
- Tetuo Kudo, Nishi Goshi, Kikuchi, Kumamoto, Japon (C/2002 X5)
- Shigehisa Fujikawa, Oonohara, Kagawa, Japon (C/2002 X5)
- Charles W. Juels, Fountain Hills, AZ, U.S.A.; et Paulo R. Holvorcem, Campinas, Brésil (C/2002 Y1)

### 2002
- Vance Avery Petriew, Regina, SK, Canada (P/2001 Q2)
- William Kwong Yu Yeung , Benson, AZ, U.S.A. (P/2002 BV)
- Kaoru Ikeya, Mori, Shuchi, Shizuoka, Japon (C/2002 C1)
- Zhang Daqing, Kaifeng, province du Henan, Chine (C/2002 C1)
- Douglas Snyder, Palominas, AZ, U.S.A. (C/2002 E2)
- Shigeki Murakami, Matsunoyama, Niigata, Japon (C/2002 E2)
- Syogo Utsunomiya, Minami-Oguni, Aso, Kumamoto, Japon (C/2002 F1)

### 2001
- Albert F. A. L. Jones, Stoke, Nelson, Nouvelle-Zélande (C/2000 W1)
- Syogo Utsunomiya, Minami-Oguni, Aso, Kumamoto, Japon (C/2000 W1)

### 2000
- Daniel W. Lynn, Kinglake West, Victoria, Australie (C/1999 N2)
- Korado Korlević, Visnjan, Croatie (P/1999 WJ7)
- Gary Hug et Graham E. Bell, Eskridge, KS, U.S.A. (P/1999 X1)

### 1999
- Peter Williams, Heathcote, N.S.W., Australie (C/1998 P1)
- Roy A. Tucker, Tucson, AZ, U.S.A. (P/1998 QP54)
- Michael Jäger, Weissenkirchen i.d. Wachau, Autriche (P/1998 U3)
- Justin Tilbrook, Clare, S. Australie (C/1999 A1)
- Korado Korlević et Mario Jurić, Visnjan, Croatie (P/1999 DN3)
- Steven Lee, Coonabarabran, N.S.W., Australie (C/1999 H1)